# William Henry Collins
Pour les articles homonymes, voir Collins.
William Henry Collins (26 octobre 1878 - 14 janvier 1937) est un géologue canadien. Il fait ses études à l'Université de Toronto, à l'Université de Heidelberg, à l'Université de Chicago et à l'Université du Wisconsin à Madison. Sa carrière de 31 ans au sein de la Commission géologique du Canada comprend 16 ans en tant que directeur de la Commission. Il est membre de la Société royale du Canada et est président de la section des sciences géologiques et biologiques de la Société. Il est également président de la Société américaine de géologie.

## Jeunesse et éducation
Collins est né le 26 octobre 1878 d'Ann Deavitt et Henry Meredith Collins, sur leur ferme près de Chatsworth, en Ontario. Sa mère descend de huguenots français qui se sont installés et ont développé Chatsworth, et son père est d'origine anglaise. Il est l'aîné de quatre garçons. Sa mère meurt quand il a 10 ans.
Dès son plus jeune âge, Collins aime le plein air et y passe une grande partie de son temps libre. Après avoir obtenu son diplôme de l'Owen Sound Collegiate Institute, il passe un an en tant que directeur de l'école de Chatsworth. Il entame une relation avec l'institutrice de l'école primaire, Agnès McGill, qu'il épouse plus tard.
En 1900, Collins entre à l'Université de Toronto. Là, il étudie la géologie avec Arthur Philemon Coleman et obtient un baccalauréat ès arts avec mention très bien en 1904. Après un an en tant qu'assistant de recherche au Département de minéralogie, il fait des études supérieures à l'Université de Heidelberg avec Harry Rosenbusch (de), à l'Université de Chicago et à l'Université du Wisconsin à Madison, où il obtient son doctorat en 1911. L'Université de Toronto lui décerne un doctorat honorifique en sciences en 1936.

## Carrière
En 1906, alors qu'il commence ses études supérieures, Collins se joint à la Commission géologique du Canada et y reste jusqu'à sa mort en 1937. Il passe ses 15 premières années à travailler sur le terrain en produisant des cartes géologiques, principalement du Bouclier canadien avec un accent particulier sur le Supergroupe Huronien. Il est connu pour ses solides compétences en plein air, ce qui aide grandement ses expéditions. En 1919, il est nommé membre de la Société royale du Canada.
En 1920, Collins est nommé directeur du Geological Survey. À ce poste, il dirige un projet visant à cartographier tout le Canada à une échelle de 8 milles à 1 pouce. Il intègre également l'aviation, alors un outil relativement nouveau pour les géologues, dans le travail de la Commission. Il reste directeur jusqu'en 1936, lorsque la Commission est incorporée au nouveau ministère des Mines et des Ressources. Collins devient le consultant géologique en chef du département.
Le mandat de Collins est une période difficile pour l'Enquête. Dans son livre de 1975 Reading the Rocks, l'historien Morris Zaslow impute cela au leadership de Collins, alléguant spécifiquement la microgestion, l'incompétence politique et la vision étroite. WC Gussow, un subordonné de Collins au Survey, rétorque que lorsque Collins prend ses fonctions, le Survey a été affaibli dans les années précédentes par la Première Guerre mondiale, un incendie dans son siège et une démission massive de 10 géologues seniors. Gussow attribue les problèmes ultérieurs du Survey aux coupes budgétaires de 1930 sous le premier ministre Richard Bedford Bennett provoquées par la Grande Dépression.
Alors qu'il est directeur, Collins est président de deux importantes organisations savantes. En 1929, il est président de la section IV, la section des sciences géologiques et biologiques, de la Société royale du Canada. En 1934, il est président de la Société américaine de géologie.
Collins souffre de problèmes de santé bien avant sa mort, subissant une opération majeure dès 1926. Néanmoins, il poursuit ses travaux sur le terrain pendant un certain temps avant de succomber à une insuffisance rénale le 14 janvier 1937,.